# Горгето (Модена)
Горгето је насеље у Италији у округу Модена, региону Емилија-Ромања.
Према процени из 2011. у насељу је живело 530 становника. Насеље се налази на надморској висини од 19 м.